# Let the River Run
Let the River Run è un brano pop, scritto ed inciso nel 1988 da Carly Simon e facente parte della colonna sonora del film Una donna in carriera (Working Girl).
Il brano si aggiudicò nel 1989 il Premio Oscar e il Golden Globe per la miglior canzone originale.
Il singolo uscì su etichetta Arista Records.

## Tracce

### 45 giri
1. Let the River Run – 3:40
2. Carlotta's Heart – 4:18

### CD singolo
1. Let the River Run – 3:40
2. Carlotta's Heart – 4:18
3. Coming Around Again / Itsy Bitsy Spider – 6:55

## Classifiche
| Classifica  | Posizione massima | Nr. di settimane |
| ----------- | ----------------- | ---------------- |
| Stati Uniti | 49                |                  |

## Premi e riconoscimenti
- 1989: Oscar alla migliore canzone[1]
- 1989: Golden Globe per la migliore canzone originale[1] (in coabitazione con Two Hearts)

## Cover
Una cover del brano è stata incisa dai seguenti artisti:
- Emiko Shiratori (1990)
- Paloma San Basilio (versione in spagnolo intitolata Deja correr el río)[3]

## Il brano nella cultura di massa
- Il brano è stato inserito nel film del 2004, diretto da Nick Hurran e con protagonista Brittany Murphy, Tutte le ex del mio ragazzo[2]

- È un brano ricorrente nella seconda stagione della serie tv, ispirata ai romanzi e ai personaggi di Stephen King, Castle Rock